# Vámoslucska
Vámoslucska (1899-ig Lucska, szlovákul: Lúčky) község Szlovákiában, a Kassai kerület Nagymihályi járásában.

## Fekvése
Nagymihálytól 6 km-re keletre, a Széles-tó déli partja közelében fekszik.

## Története
A régészeti leletek tanúsága szerint már a 8. századtól éltek itt emberek. A település első írásos említése 1336-ból származik. A község története során helyi és nagymihályi nemesek birtoka, a középkorban vámszedőhely volt. Magyar nevének előtagját a Szeretván volt vámos révéről kapta, mely már a 15. században működött. 1427-ben 24 jobbágyház állt a településen, később a házak száma csökkent. Itt állott 1443-ban Lucska várkastélya, ekkor a Lucskai család birtoka. Eredete, sorsa ismeretlen. 1599-ben 15 adózó háztartása volt. A 17. század folyamán a lakosság száma jelentősen csökkent. A falu régi református temploma 1640-ben épült. 1715-ben 6 adózója volt, 1720-ban pedig már csak nemesek lakták.
A 18. század végén, 1799-ben Vályi András így ír róla: „LUCSKA. Tót falu Ungvár Várm. földes Ura G. Sztárai Uraság, lakosai külömbfélék, fekszik Nagy Szalacskához nem meszsze, és annak filiája, határja jó, vagyonnyai jelesek.”
1828-ban 41 házában 350 lakos élt, határában szőlőt és komlót termesztettek. A 19. században birtokosai a Sztáray és Szemere családok voltak.
Fényes Elek 1851-ben kiadott geográfiai szótárában így ír a faluról: „Lucska, tót-orosz-magyar falu, Ungh vármegyében, Nagy-Mihályhoz keletre 1 1/4 mfldnyire a szobránczi portautban: 44 római, 152 gör. kath., 134 ref., 13 zsidó lak. Ref. szentegyház. Jó föld. F. u. gr. Stáray Albert, Szemere György.”
1920-ig Ung vármegye Szobránci járásához tartozott.
A második világháború során régi református temploma megsemmisült. A háború után újat emeltek helyette.

## Népessége
| Év:            | 1994. | 2004.   | 2014.    | 2024.   |
| -------------- | ----- | ------- | -------- | ------- |
| Emberek száma: | 486   | 522     | 582      | 587     |
| Eltérés:       |       | +7,40 % | +11,49 % | +0,85 % |

| Év:            | 2023. | 2024.   |
| -------------- | ----- | ------- |
| Emberek száma: | 589   | 587     |
| Eltérés:       |       | -0,33 % |

1910-ben 506-an, többségében szlovák anyanyelvűek lakták, jelentős magyar kisebbséggel.
2001-ben 512 lakosából 469 szlovák és 32 magyar volt.
2011-ben 529 lakosából 440 szlovák volt.

## Nevezetességei
- Református temploma 1947 és 1959 között Juraj Byrtus tervei szerint épült.